# Tercer proceso de vacancia presidencial contra Pedro Castillo
El tercer proceso de vacancia presidencial contra Pedro Castillo fue una acción iniciada por el Congreso de la República del Perú con la finalidad de declarar la «permanente incapacidad moral» del Presidente de la República, Pedro Castillo, amparándose en la disposición contenida en el artículo 113.º de la Constitución Política del Perú.
El 8 y el 17 de noviembre, según el Gobierno, el Congreso votó negativamente dos mociones de confianza presentadas que buscaban modificar el trámite de disolución del Parlamento y convocatoria a referéndum sin necesidad de voto aprobatorio por parte del Congreso. Sin embargo, ambas medidas fueron desestimadas por la Mesa ejecutiva del Congreso debido a que la "Ley 31399" contempla dos derechos exclusivos del Poder Legislativo, como son la ratificación en primer voto de las reformas constitucionales y la disposición que permite al Presidente de la República realizar un referéndum para aprobarlas, por lo que las cuestiones de confianza interferían directamente con las competencias del Congreso de la República y colisionaban con el artículo 206 de la Constitución Política del Perú.
El 29 de noviembre de 2022, el congresista no agrupado Edward Málaga presentó la moción de vacancia presidencial con 67 firmas, que superó el número mínimo necesario de 26 firmas. El debate para la admisión de la moción de vacancia se realizó el 1 de diciembre. Llegada la fecha, la moción fue admitida a debate con 73 votos a favor supuestamente , 32 en contra y 6 abstenciones, con lo cual el presidente de la República fue citado al Pleno para el día 7 de diciembre de 2022 a las 3:00 p. m. para ejercer su derecho a defensa. La vacancia necesitaba una mayoría calificada (dos tercios del número legal de congresistas, el cual corresponde a 87 votos a favor de 130); sin embargo, diversas voces consideraron que no se tenían los votos asegurados para aprobar la vacancia, pese a ello, ocurrió un suceso inesperado horas antes de la sesión.
En la mañana del mismo día en el cual el entonces mandatario ejercería su derecho a defensa, exactamente a las 11:41 a. m. del 7 de diciembre de 2022, este transmitió en vivo un mensaje a la nación en donde pretendía ejecutar un autogolpe de Estado. Tras dicho mensaje, el Congreso de la República adelantó la sesión e inició la votación de la vacancia directamente, amparándose en el artículo 46.º de la Constitución Política del Perú («nadie debe obediencia a un gobierno usurpador»), debido a la gravedad de la situación.
Luego de dicha votación, se alcanzaron 102 votos a favor de la destitución de Pedro Castillo, por lo cual la moción de vacancia por incapacidad moral fue aprobada poniendo fin a su gobierno. Castillo se convirtió en el cuarto presidente al cual se le declara en dicha situación, tras Guillermo Billinghurst (1914), Alberto Fujimori (2000) y Martín Vizcarra (2020).

## Marco constitucional de vacancia presidencial
La vigente Constitución de 1993 establece en su artículo 113° que la Presidencia de la República queda vacante por:
1. Muerte del Presidente de la República.
2. Su permanente incapacidad moral o física, declarada por el Congreso.
3. Aceptación de su renuncia por el Congreso.
4. Salir del territorio nacional sin permiso del Congreso o no regresar a él dentro del plazo fijado.
5. Destitución, tras haber sido sancionado por alguna de las infracciones mencionadas en el artículo 117.º de la Constitución.

Con relación a la vacancia por la causal de «permanente incapacidad moral o física», hasta el año 2004 no existía un procedimiento que estableciera claramente el modo de aplicación del artículo constitucional correspondiente, razón por la cual la sentencia del Tribunal Constitucional N.º 0006-2003-AI/TC fijó como criterio que la destitución del presidente de la república sólo podría ser aprobada con una votación calificada de cuando menos los dos tercios del número legal de congresistas, exhortando al Congreso a legislar sobre la materia a fin de llenar el vacío legal hasta entonces existente. En atención a ello, mediante Resolución Legislativa del Congreso N.º 030-2003-CR se introdujo en el Reglamento del Congreso el artículo 89-A que reguló tal procedimiento en los siguientes términos:

«Artículo 89-A. El procedimiento para el pedido de vacancia de la Presidencia de la República, por la causal prevista en el inciso 2) del artículo 113 de la Constitución, se desarrolla de acuerdo con las siguientes reglas: 
 
a) El pedido de vacancia se formula mediante moción de orden del día, firmada por no menos del veinte por ciento del número legal de Congresistas, precisándose los fundamentos de hecho y de derecho en que se sustenta, así como de los documentos que lo acrediten o, en su defecto, la indicación del lugar donde dichos documentos se encuentren. Tiene preferencia en el Orden del Día y es vista antes que cualquier otra moción pendiente en la agenda. Recibido el pedido, copia del mismo se remite, a la mayor brevedad, al Presidente de la República. 
b) Para la admisión del pedido de vacancia se requiere el voto de por lo menos el cuarenta por ciento de Congresistas hábiles. La votación se efectúa indefectiblemente en la siguiente sesión a aquella en que se dio cuenta de la moción. 
c) El Pleno del Congreso acuerda día y hora para el debate y votación del pedido de vacancia, sesión que no puede realizarse antes del tercer día siguiente a la votación de la admisión del pedido ni después del décimo, salvo que cuatro quintas partes del número legal de Congresistas acuerden un plazo menor o su debate y votación inmediata. Si fuera necesario se cita, para este efecto, a una sesión especial. El Presidente de la República cuya vacancia es materia del pedido puede ejercer personalmente su derecho de defensa o ser asistido por letrado, hasta por sesenta minutos. 
El acuerdo que declara la vacancia de la Presidencia de la República, por d) la causal prevista en el inciso 2) del artículo 113 de la Constitución, requiere una votación calificada no menor a los 2/3 del número legal de miembros del Congreso y consta en Resolución del Congreso. 
e) La resolución que declara la vacancia se publica en el diario oficial dentro de las veinticuatro horas siguientes al de la recepción de la transmisión remitida por el Congreso. En su defecto, el Presidente del Congreso ordena que se publique en uno de los diarios de mayor circulación nacional, sin perjuicio de las responsabilidades a que hubiere lugar. 
 
f) La resolución que declara la vacancia rige desde que se comunica al vacado, al Presidente del Consejo de Ministros o se efectúa su publicación, lo que ocurra primero.».
Reglamento del Congreso.

De esta manera, quedó establecido que la votación calificada necesaria para poder vacar el cargo de presidente de la república debe alcanzar un mínimo de 87 votos, que corresponde a los dos tercios del número legal de congresistas, considerando que en el congreso peruano el número legal de sus miembros asciende a 130.
Cabe señalar que, si bien la Constitución es clara al señalar la «permanente incapacidad moral o física» como causal de vacancia presidencial, por otro lado la propia Constitución señala también en su artículo 117.º que el presidente de la República sólo puede ser acusado, durante su período, por traición a la patria; por impedir las elecciones presidenciales, parlamentarias, regionales o municipales; por disolver el Congreso, salvo en los casos previstos en el artículo 134 de la Constitución, y por impedir su reunión o funcionamiento, o los del Jurado Nacional de Elecciones y otros organismos del sistema electoral. Este artículo fue invocado por el abogado del entonces presidente Pedro Pablo Kuczynski durante su alegato de defensa ante el Congreso al afrontar el primer pedido de vacancia en 2017.
En 2024 el tribuno Gustavo Gutiérrez Ticse sustentó que la vacancia presidencial fue válida pero no respetó algunos criterios sobre el debido proceso que conllevó en el arresto al expresidente Castillo.

## Antecedentes
El 8 de noviembre de 2022 Aníbal Torres le solicitó al Congreso votar una cuestión de confianza para reformar la Ley 31355 la cual modificaría el procedimiento parlamentario para disolver el congreso y llamar a elecciones congresales. El Congreso archivó la petición de reforma del Ejecutivo por lo cual el 11 de noviembre Castillo advirtió: “Hemos declarado ante el Parlamento una prerrogativa del Ejecutivo, como es la cuestión de confianza. Hoy conocemos la respuesta. Debo anunciar que el Ejecutivo dará también una respuesta en las próximas horas al pueblo peruano".
El 17 de noviembre Torres volvió a solicitarle al Congreso que votara otra cuestión de confianza para derogar otra ley, la 31399, que fue aprobada en enero de 2022 y que modificó el referéndum.  El Gobierno se opuso a la norma alegando que impedía la participación de los ciudadanos de forma directa. El 24 de noviembre, la Mesa Directiva del Congreso rechazó la cuestión de confianza. El presidente del Parlamento, José Williams, explicó que Presidente de la República no puede atribuirse una interpretación contraria a la que señala la Constitución y el reglamento del Parlamento, hacerlo llevaría a una disolución inconstitucional del Congreso.  Por otro lado, el 30 de noviembre, el Tribunal Constitucional declaró infundada la demanda de inconstitucionalidad interpuesta por el Poder Ejecutivo contra la Ley 31399.
A pesar de las interpretaciones del Gobierno de haber considerado que supuestamente se le negó una cuestión de confianza, Congresistas y especialistas en derecho constitucional declararon que se estaría infringiendo la Carta Magna. Pues reformar una ley es competencia exclusiva del Legislativo y por lo tanto, solo el Congreso puede interpretar si se negó la confianza o no. Sin embargo la constitución que fue aprobada en referéndum  del año 1993 por el pueblo peruano, conjuntamente con las atribuciones presidenciales, en su artículo 134 le otorga al presidente la potestad de disolver el congreso si dos cuestiones de confianza fueran negadas, a criterio del poder ejecutivo, donde no se menciona al Congreso ni al Tribunal Constitucional como evaluadores del trámite de la cuestión de confianza presentada, puesto que sería muy poco probable que el congreso, siguiendo la ley 31355  admita a trámite una cuestión de confianza destinada a disolverlo; y siendo el mismo congreso el que determine si se afectan los procedimientos y las competencias exclusivas y excluyentes del Congreso, el presidente quedaría privado de una parte importante del poder presidencial para gobernar, y no podría impulsar ninguna iniciativa legislativa sin la aprobación del congreso, como sí podía hacerlo antes de la aprobación de dicha ley; además de que toda norma constitucional está jerárquicamente por encima de cualquier otra resolución u opinión de especialistas, por haber sido aprobada por el pueblo peruano.
Cabe indicar que la disolución del congreso sólo se limitó al anuncio presidencial, puesto que el poder ejecutivo tenía que respetar la medida cautelar concedida por el Tribunal Constitucional
, así que no podía emitir decreto supremo alguno sobre la disolución del congreso, ya que quedaba suspendido cualquier efecto que pudiera derivarse del acuerdo adoptado por el Poder Ejecutivo de interpretar como denegada la primera cuestión de confianza, así como tampoco se podía presentar la segunda cuestión de confianza, por lo que artículo 134 de la constitución quedó suspendido por el Tribunal Constitucional, es decir el presidente no podía disolver el congreso, pero el congreso sí podía vacarlo, por lo tanto el presidente de la república quedaba profundamente limitado en sus atribuciones por el Congreso y Tribunal Constitucional, hasta el día de hoy.

## Justificación inicial de la moción de vacancia
Las razones iniciales por las que se inició el proceso de vacancia, tal como se especifica en el documento presentado fueron:
- El copamiento y desmantelamiento del aparato Estatal a través de la designación de altos funcionarios con graves cuestionamientos favoreciendo los intereses del Presidente y sus allegados en perjuicio del bienestar ciudadano, argumentándose que se designaron personas seriamente cuestionadas por sus antecedentes, prontuarios e investigaciones en curso. Se señala que es especialmente preocupante que una vez asumidos sus cargos - como los exministros Juan Silva y Geiner Alvarado - estén directamente involucrados junto al Presidente y su familia en investigaciones fiscales por corrupción. Además, se señala que dentro del entorno presidencial figuraban personajes como Guido Bellido y Aníbal Torres quienes fomentaban el odio y el resentimiento entre peruanos, exacerbando sus diferencias étnicas, sociales y económicas, y utilizando el aparato estatal para azuzar a la población de diversas regiones del país.
- Las investigaciones por corrupción en el entorno más cercano del Presidente Castillo, las cuales sugieren poderosamente que el jefe de Estado lidera una organización criminal.
- Las manifestaciones directas de inmoralidad del Presidente, como el plagio académico y el encubrimiento personal.

## Resultados
Casi todos los partidos políticos se mostraron a favor de la vacancia, a excepción de Perú Libre y afines al espectro de la izquierda —Cambio Democrático-Juntos por el Perú, Perú Bicentenario y Perú Democrático— que votaron en contra (6 de ellos) o abstención (10 de ellos). Además, los congresistas Guillermo Bermejo, Kelly Portalatino y Betssy Chávez se ausentaron en la sesión. La resolución 001-2022-2023-CR fue publicada en El Peruano.
Pedro Castillo intentó buscar asilo político en la embajada Mexicana pero fue detenido por su propia escolta. El presidente de México Andrés Manuel López Obrador criticó la detención del hasta ese entonces presidente Castillo manifestando "A ellos lo que les interesa son sus privilegios, y sobre todo el privilegio de mandar, y más en este caso que lo consideran de la sierra, se le añade el racismo, entonces no lo quieren”

### Votación del Congreso
| Presidente de la República | Fecha de votación               | Votos |    |   |    |    |   |   |   |   |   |   |   | ID | NA | Total |         |
| --- | ------------------------------- | ----- | -- | - | -- | -- | - | - | - | - | - | - | - | -- | -- | ----- | ------- |
| Pedro Castillo | 7 de diciembre de 2022 Aprobado | Sí    | 24 | 6 | 14 | 10 | 3 | 9 | 9 | 1 | 4 | 3 | 5 | 2  | 6  | 6     | 102/130 |
| Pedro Castillo | 7 de diciembre de 2022 Aprobado | No    |    | 3 |    |    | 1 |   |   | 1 |   |   |   | 1  |    |       | 6/130   |
| Pedro Castillo | 7 de diciembre de 2022 Aprobado | Abs.  |    | 3 |    |    | 4 |   |   |   |   | 1 |   | 1  |    | 1     | 10/130  |
| Pedro Castillo | 7 de diciembre de 2022 Aprobado | Aus.  |    | 3 |    |    | 2 |   |   | 3 | 1 | 1 |   | 1  |    | 1     | 12/130  |
| |                                 |       |    |   |    |    |   |   |   |   |   |   |   |    |    |       |         |
| Fuente: |                                 |       |    |   |    |    |   |   |   |   |   |   |   |    |    |       |         |
| Nota: La Resolución que declaró la vacancia presidencial fue aprobada y leída con 101 votos, pero se adicionó un voto de un Congresista de manera remota. |                                 |       |    |   |    |    |   |   |   |   |   |   |   |    |    |       |         |

### Parlamentarios que votaron en contra o en abstención a la vacancia
En la siguiente tabla se muestran los congresistas que se mostraron en contra de la vacancia presidencial:
| Partido político  | Parlamentario                |
| ----------------- | ---------------------------- |
| Perú Libre        | Hamlet Echeverría Rodríguez  |
| Perú Libre        | Margot Palacios Huamán       |
| Perú Libre        | Janet Milagros Rivas Chacara |
| Peru Bicentenario | Elías Marcial Varas Melendez |
| Perú Libre        | Jaime Quito Sarmiento        |
| Perú Libre        | Paul Silvio Gutiérrez Ticona |

En la siguiente tabla se muestran los congresistas que se abstuvieron a la vacancia presidencial:
| Partido político   | Parlamentario                   |
| ------------------ | ------------------------------- |
| Perú Libre         | Alfredo Pariona Sinche          |
| Perú Libre         | Silvana Robles Araujo           |
| Perú Libre         | Guido Bellido Ugarte            |
| Perú Libre         | Jorge Samuel Coayla Juárez      |
| Perú Libre         | Francis Jhasmina Paredes Castro |
| Perú Libre         | Elizabeth Taipe Coronado        |
| Perú Libre         | Katy Ugarte Mamani              |
| Perú Libre         | Lucinda Vásquez Vela            |
| Perú Libre         | Germán Adolfo Tacuri Valdivia   |
| Juntos por el Perú | Roberto Sánchez Palomino        |